# سوبولوخ-مایان
سوبولوخ-مایان (روسی: Соболоох-Майан) یک رودخانه در یاقوتستان کشور روسیه است.